# Thetidia smaragdaria
Thetidia smaragdaria (Fabricius 1787) је врста ноћног лептира (мољца) из породице Geometridae.

## Распрострањење и станиште
T. smaragdaria је распрострањена широм Палеарктика, насељава готово читаву Европу. Углавном насељава сува и топла станишта (слатине), али и влажна станишта као што су насипи и приобална подручја.

## Опис
Предња и задња крила су светло зелене боје са белим шарама и по једном белом мрљом на оба предња крила. Распон крила је 28-32 mm. Гусеница "плете" суве биљне делове око свог тела и тако се камуфлажом уклапа у суве биљне делове и остаје готово непрепознатљива.

## Биологија
Ова врста лети од маја до почетка септембра. Презимљава у стадијуму гусенице, које се хране биљкама из породице Asteraceae (маслачак, пелен и хајдучка трава).

## Синоними
- Antonechloris smaragdaria (Fabricius, 1787)